# Gino Mangini
Gino Mangini (eigentlich Luigi Mangini; * 1921 in Rom; † 14. August 1991) war ein italienischer Drehbuchautor und Filmregisseur.

## Leben
Mangini begann Anfang der 1950er Jahre als Drehbuchautor etlicher Filme jedweden Genres und zeichnete mit Piero Ghione 1963 für den Dokumentarfilm Dagli Zar dalla bandiera rossa verantwortlich. Ab 1964 drehte er insgesamt fünf wenig aufregende Spielfilme als Regisseur, darunter seinen letzten, den Kinderfilm Abbasso tutti, viva noi!.

## Filmografie
- 1958: Rebell ohne Gnade (Capitan Fuoco)
- 1959: Herkules, der Schrecken der Hunnen (Il terrore dei barbari)
- 1960: David und Goliath (David e Golia)
- 1961: Maciste, der Sohn des Herkules (Maciste nella terra dei ciclopi)
- 1968: Seine Winchester pfeift das Lied vom Tod (I lunghi giorni dell'odio)
- 1971: Django – Der Tag der Abrechnung (Quel maledetto giorno della resa dei conti) (auch Regie)
- 1971: Kopfgeld für Chako (Bastardo… vamos a matar!) (auch Regie)